# Bente Bjørnstad
Bente Bjørnstad (...) è un'ex sciatrice alpina norvegese.

## Biografia
Bente Bjørnstad vinse la medaglia di bronzo nella combinata ai Campionati norvegesi 1971; non ottenne piazzamenti in Coppa del Mondo e non prese parte a rassegne olimpiche o iridate.

## Palmarès

### Campionati norvegesi
- 1 medaglia:
  -  1 bronzo (combinata nel 1971)[senza fonte]